# فرنسيسكو دي فرانكو
فرنسيسكو دي فرانكو (بالإسبانية: Francisco Di Franco) (28 يناير 1995 بسان ميغيل، بوينس آيرس في الأرجنتين - ) هو لاعب كرة قدم أرجنتيني في مركز الهجوم. لعب مع بوكا جونيورز.

## وصلات خارجية
- فرنسيسكو دي فرانكو على موقع اتحاد أوكرانيا (الإنجليزية)
- فرنسيسكو دي فرانكو على موقع قاعدة بيانات كرة القدم.إي يو (الإنجليزية)
- فرنسيسكو دي فرانكو على موقع Soccerway.com (الإنجليزية)
- فرنسيسكو دي فرانكو على موقع عالم كرة القدم.نت (الإنجليزية)